# معركة يوشتيشكو
معركة يوشتيشكو حدثت في 6 أكتوبر 1694 خلال الحرب البولندية العثمانية (1683-1699) ، بين جيوش الكومنولث البولندي الليتواني من جهة وخانات القرم والإمبراطورية العثمانية من ناحية أخرى. انتصرت فيها قوات الكومنولث البولندية الليتوانية على القوات العثمانية وحلفائها.